# Braunschweig (Schiff, 1964)
Die Braunschweig war eine Fregatte der Bundesmarine und sechste Einheit der Köln-Klasse. Sie war das zweite Schiff, welches den Namen Braunschweig in einer deutschen Marine führte. Namensvorgänger war das Linienschiff der Kaiserlichen Marine Braunschweig.
Die Fregatte wurde nach ihrer Dienstzeit bei der Bundesmarine an die Türkei verkauft und kam dort als Gemlik zum Einsatz.

## Geschichte
Sie wurde als letztes von sechs Schiffen ihrer Klasse 1964 in Dienst gestellt. Die Schiffe der Köln-Klasse wurden anfangs als Geleitboote bezeichnet, was ihrer Größe und Bewaffnung aber nicht gerecht wurde, weshalb sie nach kurzer Zeit zu Fregatten umklassifiziert wurden.
Sie gehörte dem 2. Geleitgeschwader an und war zunächst in Cuxhaven, ab 1968 in Wilhelmshaven stationiert. Die Fregatten der Köln-Klasse zeichneten sich durch ihren fortschrittlichen Antrieb mit einer kombinierten Diesel- und Gasturbinenanlage aus, die einen großen Fahrbereich mit einer relativ hohen Höchstgeschwindigkeit verband. Obwohl ursprünglich für die Ostsee konzipiert, dienten sie vor allem dem Geleitschutz im Nordatlantik und wurden häufig in Verbänden der NATO eingesetzt.
Die Braunschweig wurde 1989 außer Dienst gestellt und als Ersatzteillieferant für zwei dort eingesetzte Schwesterschiffe (ex Emden und ex Karlsruhe) an die türkische Marine abgegeben. Nachdem ihr Schwesterschiff Emden als türkische Gemlik einem Brand zum Opfer gefallen war, wurde die ehemalige Braunschweig 1992 außerplanmäßig unter dem Namen Gemlik für die türkische Marine in Dienst gestellt und tat noch einige Jahre aktiven Dienst.